# Torneo Preolímpico FIBA 2024
El Torneo Preolímpico FIBA 2024 fue el torneo clasificatorio para los Juegos Olímpicos del Comité Olímpico Internacional, esta vez, para París 2024. El torneo fue organizado por la FIBA y se disputó del 2 al 7 de julio de 2024.
Esta edición contó con el mismo formato de los Juegos anteriores, por el cual cada sede albergó un torneo con seis equipos y únicamente el respectivo campeón logró la clasificación al certamen olímpico.

## Equipos participantes
Para esta competición participaron los mejores 16 equipos que no obtuvieron la clasificación directa a los Juegos Olímpicos en la Copa Mundial de Baloncesto de 2023 y los tres mejores países por región del Ranking Mundial FIBA.
Los otros cinco participantes fueron los campeones de los Torneos de Preclasificación Olímpica FIBA 2023.
| Países clasificados a través de la Copa Mundial de Baloncesto de 2023              | Países clasificados a través de la Copa Mundial de Baloncesto de 2023 | Países clasificados a través de la Copa Mundial de Baloncesto de 2023        | Países clasificados a través de la Copa Mundial de Baloncesto de 2023 |
| FIBA África                                                                        | FIBA Américas                                                         | FIBA Europa                                                                  | FIBA Asia y FIBA Oceanía                                              |
| ---------------------------------------------------------------------------------- | --------------------------------------------------------------------- | ---------------------------------------------------------------------------- | --------------------------------------------------------------------- |
| Angola Costa de Marfil Egipto                                                      | Brasil México Puerto Rico República Dominicana                        | Eslovenia España Finlandia Georgia Grecia Italia Letonia Lituania Montenegro | Filipinas Líbano Nueva Zelanda                                        |
| Países clasificados a través de los Torneos de Preclasificación Olímpica FIBA 2023 |                                                                       |                                                                              |                                                                       |
| FIBA África                                                                        | FIBA Américas                                                         | FIBA Europa                                                                  | FIBA Asia                                                             |
| Camerún                                                                            | Bahamas                                                               | Croacia Polonia                                                              | Baréin                                                                |

## Formato de competición
Al igual que en el Torneo Preolímpico de 2020, el formato de esta competencia encontró a sus equipos participantes repartidos en distintas sedes. Fueron cuatro las sedes y cada una albergó una competición entre seis equipos determinados por sorteo. Los equipos se repartieron en dos grupos (A y B) de tres cada uno. Durante los tres primeros días de competición, se desarrolló la primera fase en la que los equipos de cada grupo jugaron una vez entre sí en un sistema de todos contra todos. Al final de la tercera jornada, los mejores dos equipos de cada grupo avanzaron a las semifinales, donde el primero de un grupo enfrentó al segundo del otro. La fase final fue por eliminación directa a un único juego y los ganadores de la semifinal se enfrentaron en una final que determinó al campeón del torneo clasificatorio. Los cuatro campeones de cada torneo obtuvieron las cuatro plazas restantes a los Juegos Olímpicos de París 2024.

## Sedes
El 27 de noviembre de 2023, la FIBA realizó el anuncio oficial de que los torneos preolímpicos se desarrollarían en las siguientes cuatro sedes: Valencia (España), El Pireo (Grecia), Riga (Letonia) y San Juan (Puerto Rico).
| Valencia                    | El Pireo                       | Riga              | San Juan                                   |
| --------------------------- | ------------------------------ | ----------------- | ------------------------------------------ |
| Pabellón Fuente de San Luis | Estadio de la Paz y la Amistad | Arena Riga        | Coliseo de Puerto Rico José Miguel Agrelot |
| Capacidad: 9 000            | Capacidad: 11 640              | Capacidad: 11 200 | Capacidad: 18 500                          |
|                             |                                |                   |                                            |

## Sorteo
El posicionamiento en la clasificación mundial antes del sorteo (entre paréntesis en la tabla) sirvió de base para determinar a los equipos cabeza de serie y el orden de los bombos en el sorteo.
| Bombo 1                                             | Bombo 2                                          | Bombo 3                                                                   | Bombo 4                                                 | Bombo 5                                                      | Bombo 6                                           |
| --------------------------------------------------- | ------------------------------------------------ | ------------------------------------------------------------------------- | ------------------------------------------------------- | ------------------------------------------------------------ | ------------------------------------------------- |
| España (2) Letonia (8) Lituania (10) Eslovenia (11) | Brasil (12) Italia (13) Grecia (14) Polonia (15) | Puerto Rico (16) Montenegro (17) República Dominicana (18) Finlandia (20) | Nueva Zelanda (21) Georgia (23) México (25) Líbano (28) | Croacia (30) Costa de Marfil (33) Angola (34) Filipinas (38) | Egipto (41) Bahamas (57) Camerún (67) Baréin (69) |

El sorteo de los grupos para los torneos clasificatorios tuvo lugar en la sede de la FIBA en Mies, Suiza el 27 de noviembre de 2023.
| Torneo de Valencia   | Torneo de Valencia        |
| Grupo A              | Grupo B                   |
| -------------------- | ------------------------- |
| Líbano Angola España | Finlandia Polonia Bahamas |

| Torneo de El Pireo              | Torneo de El Pireo                 |
| Grupo A                         | Grupo B                            |
| ------------------------------- | ---------------------------------- |
| Eslovenia Nueva Zelanda Croacia | Egipto Grecia República Dominicana |

| Torneo de Riga            | Torneo de Riga            |
| Grupo A                   | Grupo B                   |
| ------------------------- | ------------------------- |
| Georgia Filipinas Letonia | Brasil Camerún Montenegro |

| Torneo de San Juan              | Torneo de San Juan        |
| Grupo A                         | Grupo B                   |
| ------------------------------- | ------------------------- |
| México Costa de Marfil Lituania | Italia Puerto Rico Baréin |

## Torneos de clasificación

### Torneo de Valencia

#### Primera fase
Todos los horarios corresponden al huso horario local, UTC+2.

##### Grupo A
| Pos. | Equipo     | PJ | G | P | PF  | PC  | DP  | Pts | Clasificación |
| ---- | ---------- | -- | - | - | --- | --- | --- | --- | ------------- |
| 1    | España (H) | 2  | 2 | 0 | 193 | 140 | +53 | 4   | Semifinales   |
| 2    | Líbano     | 2  | 1 | 1 | 133 | 174 | −41 | 3   | Semifinales   |
| 3    | Angola     | 2  | 0 | 2 | 151 | 163 | −12 | 2   |               |

 Fuente: FIBA
| 2 de julio de 2024 | Líbano                                                           | 59–104                                | España                                                            | Valencia |  |
| 20:30              | Parciales: 18-24, 13-27, 13-27, 15-26                            | Parciales: 18-24, 13-27, 13-27, 15-26 | Parciales: 18-24, 13-27, 13-27, 15-26                             | |  |
|                    | Estadísticas Youssef Khayat 20 Youssef Khayat 6 Omari Spellman 4 | Reporte Pts Reb Asts                  | Estadísticas 17 Santiago Aldama 9 Santiago Aldama 9 Lorenzo Brown | Pabellón: Pabellón Fuente de San Luis Asistencia: 4153 espectadores Árbitros: Mārtiņš Kozlovskis Johnny Batista Blanca Burns |  |

| 3 de julio de 2024 | España                                                                | 89–81                                 | Angola                                                            | Valencia |  |
| 20:30              | Parciales: 22-17, 24-26, 22-16, 21-22                                 | Parciales: 22-17, 24-26, 22-16, 21-22 | Parciales: 22-17, 24-26, 22-16, 21-22                             | |  |
|                    | Estadísticas Santiago Aldama 24 Willy Hernangómez 10 Lorenzo Brown 11 | Reporte Pts Reb Asts                  | Estadísticas 15 Jilson Bango 12 Bruno Fernando 5 Gerson Gonçalves | Pabellón: Pabellón Fuente de San Luis Asistencia: 4581 espectadores Árbitros: Jorge Vázquez Johnny Batista Yevgeniy Mikheyev |  |

| 4 de julio de 2024 | Angola                                                            | 70–74                                | Líbano                                                               | Valencia |  |
| 17:30              | Parciales: 13-19, 11-16, 21-9, 25-30                              | Parciales: 13-19, 11-16, 21-9, 25-30 | Parciales: 13-19, 11-16, 21-9, 25-30                                 | |  |
|                    | Estadísticas Gerson Gonçalves 13 Jilson Bango 12 Bruno Fernando 4 | Reporte Pts Reb Asts                 | Estadísticas 22 Omari Spellman 13 Omari Spellman 6 Sergio El Darwich | Pabellón: Pabellón Fuente de San Luis Asistencia: 805 espectadores Árbitros: Mārtiņš Kozlovskis Juan Fernández Boris Krejič |  |

##### Grupo B
| Pos. | Equipo    | PJ | G | P | PF  | PC  | DP  | Pts | Clasificación |
| ---- | --------- | -- | - | - | --- | --- | --- | --- | ------------- |
| 1    | Bahamas   | 2  | 2 | 0 | 186 | 166 | +20 | 4   | Semifinales   |
| 2    | Finlandia | 2  | 1 | 1 | 174 | 184 | −10 | 3   | Semifinales   |
| 3    | Polonia   | 2  | 0 | 2 | 169 | 179 | −10 | 2   |               |

 Fuente: FIBA
| 2 de julio de 2024 | Finlandia                                                                | 85–96                                 | Bahamas                                                   | Valencia |  |
| 17:30              | Parciales: 26-27, 28-20, 13-26, 18-23                                    | Parciales: 26-27, 28-20, 13-26, 18-23 | Parciales: 26-27, 28-20, 13-26, 18-23                     | |  |
|                    | Estadísticas M. Jantunen, E. Maxhuni 20 Mikael Jantunen 8 Edon Maxhuni 6 | Reporte Pts Reb Asts                  | Estadísticas 24 Buddy Hield 9 Deandre Ayton 4 Eric Gordon | Pabellón: Pabellón Fuente de San Luis Asistencia: 2731 espectadores Árbitros: Jorge Vázquez Boris Krejič Martin Vulić |  |

| 3 de julio de 2024 | Bahamas                                                             | 90–81                                 | Polonia                                                                               | Valencia |  |
| 17:30              | Parciales: 30-20, 20-18, 23-21, 17-22                               | Parciales: 30-20, 20-18, 23-21, 17-22 | Parciales: 30-20, 20-18, 23-21, 17-22                                                 | |  |
|                    | Estadísticas Valdez Edgecombe Jr. 21 Deandre Ayton 9 Buddy Hield 10 | Reporte Pts Reb Asts                  | Estadísticas 22 Aleksander Balcerowski 10 Jeremy Sochan 4 A. J. Slaughter, M. Ponitka | Pabellón: Pabellón Fuente de San Luis Asistencia: 2574 espectadores Árbitros: Mārtiņš Kozlovskis Juan Fernández Blanca Burns |  |

| 4 de julio de 2024 | Polonia                                                           | 88–89                                 | Finlandia                                                                 | Valencia |  |
| 20:30              | Parciales: 24-24, 23-14, 24-22, 17-29                             | Parciales: 24-24, 23-14, 24-22, 17-29 | Parciales: 24-24, 23-14, 24-22, 17-29                                     | |  |
|                    | Estadísticas A. J. Slaughter 21 Jeremy Sochan 8 Mateusz Ponitka 7 | Reporte Pts Reb Asts                  | Estadísticas 20 Mikael Jantunen 6 Olivier Nkamhoua 6 S. Salin, E. Maxhuni | Pabellón: Pabellón Fuente de San Luis Asistencia: 2470 espectadores Árbitros: Jorge Vázquez Johnny Batista Martin Vulić |  |

#### Fase final
|  | Semifinales        | Semifinales        | Semifinales        |         |    | Final              | Final              | Final              |  |
|  | 6 de julio de 2024 | 6 de julio de 2024 | 6 de julio de 2024 |         |    | 7 de julio de 2024 | 7 de julio de 2024 | 7 de julio de 2024 |  |
|  |                    |                    |                    |         |    |                    |                    |                    |  |
|  |                    |                    |                    |         |    |                    |                    |                    |  |
|  | B2                 | Finlandia          | 74                 |         |    |                    |                    |                    |  |
|  | B2                 | Finlandia          | 74                 |         |    |                    |                    |                    |  |
|  | A1                 | España             | 81                 |         |    |                    |                    |                    |  |
|  | A1                 | España             | 81                 |         | A1 | España             | 86                 |                    |  |
|  |                    |                    |                    |         | A1 | España             | 86                 |                    |  |
|  |                    |                    | B1                 | Bahamas | 78 |                    |                    |                    |  |
|  | B1                 | Bahamas            | B1                 | Bahamas | 78 | 89                 |                    |                    |  |
|  | B1                 | Bahamas            |                    |         |    | 89                 |                    |                    |  |
|  | A2                 | Líbano             | 72                 |         |    |                    |                    |                    |  |
|  | A2                 | Líbano             | 72                 |         |    |                    |                    |                    |  |
|  |                    |                    |                    |         |    |                    |                    |                    |  |

##### Semifinales
| 6 de julio de 2024 | Bahamas                                                       | 89–72                                 | Líbano                                                        | Valencia |  |
| 17:30              | Parciales: 31-16, 19-20, 13-18, 26-18                         | Parciales: 31-16, 19-20, 13-18, 26-18 | Parciales: 31-16, 19-20, 13-18, 26-18                         | |  |
|                    | Estadísticas Deandre Ayton 24 Deandre Ayton 15 Buddy Hield 10 | Reporte Pts Reb Asts                  | Estadísticas 22 Sergio El Darwich 6 Ali Mansour 7 Ali Mansour | Pabellón: Pabellón Fuente de San Luis Asistencia: 2199 espectadores Árbitros: Jorge Vázquez Juan Fernández Boris Krejič |  |

| 6 de julio de 2024 | Finlandia                                                       | 74–81                                 | España                                                           | Valencia |  |
| 20:30              | Parciales: 20-17, 10-21, 29-18, 15-25                           | Parciales: 20-17, 10-21, 29-18, 15-25 | Parciales: 20-17, 10-21, 29-18, 15-25                            | |  |
|                    | Estadísticas Andre Gustavson 15 Mikael Jantunen 9 Miro Little 4 | Reporte Pts Reb Asts                  | Estadísticas 28 Willy Hernangómez 8 Santi Aldama 7 Lorenzo Brown | Pabellón: Pabellón Fuente de San Luis Asistencia: 5132 espectadores Árbitros: Mārtiņš Kozlovskis Johnny Batista Blanca Burns |  |

##### Final
| 7 de julio de 2024 | España                                                                   | 86–78                                 | Bahamas                                                             | Valencia |  |
| 20:30              | Parciales: 17-17, 25-17, 23-22, 21-22                                    | Parciales: 17-17, 25-17, 23-22, 21-22 | Parciales: 17-17, 25-17, 23-22, 21-22                               | |  |
|                    | Estadísticas Lorenzo Brown 18 S. Aldama, W. Hernangómez 7 Alberto Díaz 4 | Reporte Pts Reb Asts                  | Estadísticas 19 Buddy Hield 14 Deandre Ayton 5 Valdez Edgecombe Jr. | Pabellón: Pabellón Fuente de San Luis Asistencia: 7035 espectadores Árbitros: Mārtiņš Kozlovskis Johnny Batista Boris Krejič |  |

### Torneo de El Pireo

#### Primera fase
Todos los horarios corresponden al huso horario local, UTC+3.

##### Grupo A
| Pos. | Equipo        | PJ | G | P | PF  | PC  | DP  | Pts | Clasificación |
| ---- | ------------- | -- | - | - | --- | --- | --- | --- | ------------- |
| 1    | Croacia       | 2  | 1 | 1 | 194 | 182 | +12 | 3   | Semifinales   |
| 2    | Eslovenia     | 2  | 1 | 1 | 196 | 186 | +10 | 3   | Semifinales   |
| 3    | Nueva Zelanda | 2  | 1 | 1 | 168 | 190 | −22 | 3   |               |

 Fuente: FIBA
| 2 de julio de 2024 | Eslovenia                                                 | 92–108                                | Croacia                                                       | El Pireo |  |
| 21:00              | Parciales: 16-31, 25-23, 27-39, 24-15                     | Parciales: 16-31, 25-23, 27-39, 24-15 | Parciales: 16-31, 25-23, 27-39, 24-15                         | |  |
|                    | Estadísticas Luka Dončić 26 Luka Dončić 11 Luka Dončić 10 | Reporte Pts Reb Asts                  | Estadísticas 21 Goran Filipović 10 Dario Šarić 10 Dario Šarić | Pabellón: Estadio de la Paz y la Amistad Asistencia: 4109 espectadores Árbitros: Roberto Vázquez Gatis Saliņš Daniel García |  |

| 3 de julio de 2024 | Croacia                                                    | 86–90                                | Nueva Zelanda                                          | El Pireo |  |
| 17:30              | Parciales: 29-28, 31-27, 19-19, 7-16                       | Parciales: 29-28, 31-27, 19-19, 7-16 | Parciales: 29-28, 31-27, 19-19, 7-16                   | |  |
|                    | Estadísticas Ivica Zubac 29 Ivica Zubac 16 Mario Hezonja 6 | Reporte Pts Reb Asts                 | Estadísticas 21 Corey Webster 9 Finn Delany 4 Shea Ili | Pabellón: Estadio de la Paz y la Amistad Asistencia: 396 espectadores Árbitros: Manuel Mazzoni Julio Anaya Ahmed Al-Shuwaili |  |

| 4 de julio de 2024 | Nueva Zelanda                                   | 78–104                               | Eslovenia                                               | El Pireo |  |
| 17:30              | Parciales: 9-27, 30-19, 18-31, 21-27            | Parciales: 9-27, 30-19, 18-31, 21-27 | Parciales: 9-27, 30-19, 18-31, 21-27                    | |  |
|                    | Estadísticas Shea Ili 28 Shea Ili 10 Shea Ili 4 | Reporte Pts Reb Asts                 | Estadísticas 36 Luka Dončić 12 Josh Nebo 10 Luka Dončić | Pabellón: Estadio de la Paz y la Amistad Asistencia: 1885 espectadores Árbitros: Roberto Vázquez Julio Anaya Amy Bonner |  |

##### Grupo B
| Pos. | Equipo               | PJ | G | P | PF  | PC  | DP  | Pts | Clasificación |
| ---- | -------------------- | -- | - | - | --- | --- | --- | --- | ------------- |
| 1    | Grecia (H)           | 2  | 2 | 0 | 202 | 153 | +49 | 4   | Semifinales   |
| 2    | República Dominicana | 2  | 1 | 1 | 172 | 186 | −14 | 3   | Semifinales   |
| 3    | Egipto               | 2  | 0 | 2 | 148 | 183 | −35 | 2   |               |

 Fuente: FIBA
| 2 de julio de 2024 | Egipto                                                             | 77–90                                | República Dominicana                                      | El Pireo |  |
| 17:30              | Parciales: 22-16, 9-27, 17-25, 29-22                               | Parciales: 22-16, 9-27, 17-25, 29-22 | Parciales: 22-16, 9-27, 17-25, 29-22                      | |  |
|                    | Estadísticas Ahmed Metwaly 24 O. El-Sheikh, O. Oraby 4 Amr Gendy 4 | Reporte Pts Reb Asts                 | Estadísticas 17 Jean Montero 9 Ángel Núñez 5 Andrés Feliz | Pabellón: Estadio de la Paz y la Amistad Asistencia: 493 espectadores Árbitros: Julio Anaya Manuel Mazzoni Scott Beker |  |

| 3 de julio de 2024 | República Dominicana                                                      | 82–109                                | Grecia                                                                         | El Pireo |  |
| 21:00              | Parciales: 15-25, 26-31, 24-24, 17-29                                     | Parciales: 15-25, 26-31, 24-24, 17-29 | Parciales: 15-25, 26-31, 24-24, 17-29                                          | |  |
|                    | Estadísticas Christopher Duarte 26 J. Montero, L. Santos 5 Jean Montero 5 | Reporte Pts Reb Asts                  | Estadísticas 32 Giannis Antetokounmpo 6 Konstantinos Mitoglou 11 Nick Calathes | Pabellón: Estadio de la Paz y la Amistad Asistencia: 11 648 espectadores Árbitros: Roberto Vázquez Gatis Saliņš Amy Bonner |  |

| 4 de julio de 2024 | Grecia                                                                                 | 93–71                                 | Egipto                                                             | El Pireo |  |
| 21:00              | Parciales: 20-12, 22-26, 26-14, 25-19                                                  | Parciales: 20-12, 22-26, 26-14, 25-19 | Parciales: 20-12, 22-26, 26-14, 25-19                              | |  |
|                    | Estadísticas G. Papagiannis, K. Mitoglou 16 N. Calathes, K. Mitoglou 5 Nick Calathes 9 | Reporte Pts Reb Asts                  | Estadísticas 22 Ahmed Metwaly 6 Khaled Abdelgawad 4 Youssef Refaat | Pabellón: Estadio de la Paz y la Amistad Asistencia: 11 216 espectadores Árbitros: Manuel Mazzoni Daniel García Scott Beker |  |

#### Fase final
|  | Semifinales        | Semifinales          | Semifinales        |        |    | Final              | Final              | Final              |  |
|  | 6 de julio de 2024 | 6 de julio de 2024   | 6 de julio de 2024 |        |    | 7 de julio de 2024 | 7 de julio de 2024 | 7 de julio de 2024 |  |
|  |                    |                      |                    |        |    |                    |                    |                    |  |
|  |                    |                      |                    |        |    |                    |                    |                    |  |
|  | B2                 | República Dominicana | 77                 |        |    |                    |                    |                    |  |
|  | B2                 | República Dominicana | 77                 |        |    |                    |                    |                    |  |
|  | A1                 | Croacia              | 80                 |        |    |                    |                    |                    |  |
|  | A1                 | Croacia              | 80                 |        | A1 | Croacia            | 69                 |                    |  |
|  |                    |                      |                    |        | A1 | Croacia            | 69                 |                    |  |
|  |                    |                      | B1                 | Grecia | 80 |                    |                    |                    |  |
|  | B1                 | Grecia               | B1                 | Grecia | 80 | 96                 |                    |                    |  |
|  | B1                 | Grecia               |                    |        |    | 96                 |                    |                    |  |
|  | A2                 | Eslovenia            | 68                 |        |    |                    |                    |                    |  |
|  | A2                 | Eslovenia            | 68                 |        |    |                    |                    |                    |  |
|  |                    |                      |                    |        |    |                    |                    |                    |  |

##### Semifinales
| 6 de julio de 2024 | Grecia                                                                 | 96–68                                 | Eslovenia                                                      | El Pireo |  |
| 17:30              | Parciales: 32-14, 15-19, 19-17, 30-18                                  | Parciales: 32-14, 15-19, 19-17, 30-18 | Parciales: 32-14, 15-19, 19-17, 30-18                          | |  |
|                    | Estadísticas Thomas Walkup 19 Georgios Papagiannis 10 Nick Calathes 11 | Reporte Pts Reb Asts                  | Estadísticas 21 Luka Dončić 7 J. Nebo, L. Dončić 5 Luka Dončić | Pabellón: Estadio de la Paz y la Amistad Asistencia: 11 998 espectadores Árbitros: Roberto Vázquez Gatis Saliņš Amy Bonner |  |

| 6 de julio de 2024 | República Dominicana                                                               | 77–80                                 | Croacia                                                   | El Pireo |  |
| 21:00              | Parciales: 15-16, 17-21, 21-16, 24-27                                              | Parciales: 15-16, 17-21, 21-16, 24-27 | Parciales: 15-16, 17-21, 21-16, 24-27                     | |  |
|                    | Estadísticas Christopher Duarte 17 J. Montero, L. Santos 5 C. Duarte, J. Montero 4 | Reporte Pts Reb Asts                  | Estadísticas 25 Ivica Zubac 9 Ivica Zubac 4 Mario Hezonja | Pabellón: Estadio de la Paz y la Amistad Asistencia: 1907 espectadores Árbitros: Julio Anaya Manuel Mazzoni Ahmed Al-Shuwaili |  |

##### Final
| 7 de julio de 2024 | Croacia                                                          | 69–80                                 | Grecia                                                                         | El Pireo |  |
| 21:00              | Parciales: 22-22, 17-23, 14-21, 16-14                            | Parciales: 22-22, 17-23, 14-21, 16-14 | Parciales: 22-22, 17-23, 14-21, 16-14                                          | |  |
|                    | Estadísticas Ivica Zubac 19 D. Šarić, I. Zubac 12 Jaleen Smith 7 | Reporte Pts Reb Asts                  | Estadísticas 23 Giannis Antetokounmpo 8 Giannis Antetokounmpo 11 Nick Calathes | Pabellón: Estadio de la Paz y la Amistad Asistencia: 11 810 espectadores Árbitros: Roberto Vázquez Gatis Saliņš Julio Anaya |  |

### Torneo de Riga

#### Primera fase
Todos los horarios corresponden al huso horario local, UTC+3.

##### Grupo A
| Pos. | Equipo      | PJ | G | P | PF  | PC  | DP  | Pts | Clasificación |
| ---- | ----------- | -- | - | - | --- | --- | --- | --- | ------------- |
| 1    | Letonia (H) | 2  | 1 | 1 | 163 | 144 | +19 | 3   | Semifinales   |
| 2    | Filipinas   | 2  | 1 | 1 | 183 | 176 | +7  | 3   | Semifinales   |
| 3    | Georgia     | 2  | 1 | 1 | 151 | 177 | −26 | 3   |               |

 Fuente: FIBA
| 2 de julio de 2024 | Georgia                                                                  | 55–83                                 | Letonia                                                                 | Riga |  |
| 19:00              | Parciales: 13-17, 11-28, 17-13, 14-25                                    | Parciales: 13-17, 11-28, 17-13, 14-25 | Parciales: 13-17, 11-28, 17-13, 14-25                                   | |  |
|                    | Estadísticas Alexander Mamukelashvili 14 Goga Bitadze 6 Tres jugadores 2 | Reporte Pts Reb Asts                  | Estadísticas 18 Artūrs Strautiņš 7 M. Mejeris, R. Šmits 6 Artūrs Žagars | Pabellón: Arena Riga Asistencia: 8955 espectadores Árbitros: Omar Bermúdez Wojciech Liszka Luis Castillo |  |

| 3 de julio de 2024 | Letonia                                                                    | 80–89                                 | Filipinas                                                           | Riga |  |
| 19:00              | Parciales: 16-32, 22-22, 18-23, 24-12                                      | Parciales: 16-32, 22-22, 18-23, 24-12 | Parciales: 16-32, 22-22, 18-23, 24-12                               | |  |
|                    | Estadísticas Rodions Kurucs 18 Rodions Kurucs 7 J. Strēlnieks, K. Zoriks 5 | Reporte Pts Reb Asts                  | Estadísticas 26 Justin Brownlee 9 Justin Brownlee 9 Justin Brownlee | Pabellón: Arena Riga Asistencia: 8835 espectadores Árbitros: Ademir Zurapović Wojciech Liszka Kerem Baki |  |

| 4 de julio de 2024 | Filipinas                                                           | 94–96                                 | Georgia                                                                  | Riga                                                                                                  |  |
| 15:30              | Parciales: 17-28, 26-27, 31-19, 20-22                               | Parciales: 17-28, 26-27, 31-19, 20-22 | Parciales: 17-28, 26-27, 31-19, 20-22                                    | |  |
|                    | Estadísticas Justin Brownlee 28 Justin Brownlee 8 Justin Brownlee 8 | Reporte Pts Reb Asts                  | Estadísticas 26 Alexander Mamukelashvili 11 Goga Bitadze 8 Joe Thomasson | Pabellón: Arena Riga Asistencia: 531 espectadores Árbitros: Ademir Zurapović Omar Bermúdez Kerem Baki |  |

##### Grupo B
| Pos. | Equipo     | PJ | G | P | PF  | PC  | DP | Pts | Clasificación |
| ---- | ---------- | -- | - | - | --- | --- | -- | --- | ------------- |
| 1    | Brasil     | 2  | 1 | 1 | 155 | 149 | +6 | 3   | Semifinales   |
| 2    | Camerún    | 2  | 1 | 1 | 143 | 144 | −1 | 3   | Semifinales   |
| 3    | Montenegro | 2  | 1 | 1 | 142 | 147 | −5 | 3   |               |

 Fuente: FIBA
| 2 de julio de 2024 | Brasil                                                                  | 81–72                                 | Montenegro                                                                | Riga                                                                                                   |  |
| 15:30              | Parciales: 15-23, 21-19, 16-14, 29-16                                   | Parciales: 15-23, 21-19, 16-14, 29-16 | Parciales: 15-23, 21-19, 16-14, 29-16                                     | |  |
|                    | Estadísticas Bruno Caboclo 25 G. Santos, B. Caboclo 9 Yago dos Santos 5 | Reporte Pts Reb Asts                  | Estadísticas 17 Nikola Vučević 13 Nikola Vučević 3 M. Simonović, K. Perry | Pabellón: Arena Riga Asistencia: 1022 espectadores Árbitros: Ademir Zurapović Takaki Kato Jenna Reneau |  |

| 3 de julio de 2024 | Montenegro                                                                | 70–66                                 | Camerún                                                            | Riga                                                                                                 |  |
| 15:30              | Parciales: 16-13, 13-19, 20-10, 21-24                                     | Parciales: 16-13, 13-19, 20-10, 21-24 | Parciales: 16-13, 13-19, 20-10, 21-24                              | |  |
|                    | Estadísticas Marko Simonović 18 Nikola Vučević 14 P. Popović , K. Perry 5 | Reporte Pts Reb Asts                  | Estadísticas 14 F. Ateba, J. Bayehe 6 Bryce Eyaga 10 Jeremiah Hill | Pabellón: Arena Riga Asistencia: 622 espectadores Árbitros: Luis Castillo Omar Bermúdez Wael Mostafa |  |

| 4 de julio de 2024 | Camerún                                                       | 77–74                                | Brasil                                                                          | Riga                                                                                                 |  |
| 19:00              | Parciales: 29-27, 27-12, 12-16, 9-19                          | Parciales: 29-27, 27-12, 12-16, 9-19 | Parciales: 29-27, 27-12, 12-16, 9-19                                            | |  |
|                    | Estadísticas Jeremiah Hill 22 Jeremiah Hill 6 Jeremiah Hill 6 | Reporte Pts Reb Asts                 | Estadísticas 19 Leo Meindl 6 Y. dos Santos, L. Dias 7 Y. dos Santos, M. Huertas | Pabellón: Arena Riga Asistencia: 656 espectadores Árbitros: Takaki Kato Wojciech Liszka Jenna Reneau |  |

#### Fase final
|  | Semifinales        | Semifinales        | Semifinales        |        |    | Final              | Final              | Final              |  |
|  | 6 de julio de 2024 | 6 de julio de 2024 | 6 de julio de 2024 |        |    | 7 de julio de 2024 | 7 de julio de 2024 | 7 de julio de 2024 |  |
|  |                    |                    |                    |        |    |                    |                    |                    |  |
|  |                    |                    |                    |        |    |                    |                    |                    |  |
|  | B2                 | Camerún            | 59                 |        |    |                    |                    |                    |  |
|  | B2                 | Camerún            | 59                 |        |    |                    |                    |                    |  |
|  | A1                 | Letonia            | 72                 |        |    |                    |                    |                    |  |
|  | A1                 | Letonia            | 72                 |        | A1 | Letonia            | 69                 |                    |  |
|  |                    |                    |                    |        | A1 | Letonia            | 69                 |                    |  |
|  |                    |                    | B1                 | Brasil | 94 |                    |                    |                    |  |
|  | B1                 | Brasil             | B1                 | Brasil | 94 | 71                 |                    |                    |  |
|  | B1                 | Brasil             |                    |        |    | 71                 |                    |                    |  |
|  | A2                 | Filipinas          | 60                 |        |    |                    |                    |                    |  |
|  | A2                 | Filipinas          | 60                 |        |    |                    |                    |                    |  |
|  |                    |                    |                    |        |    |                    |                    |                    |  |

##### Semifinales
| 6 de julio de 2024 | Brasil                                                              | 71–60                                | Filipinas                                                          | Riga                                                                                                 |  |
| 15:30              | Parciales: 12-22, 15-11, 24-6, 20-21                                | Parciales: 12-22, 15-11, 24-6, 20-21 | Parciales: 12-22, 15-11, 24-6, 20-21                               | |  |
|                    | Estadísticas Bruno Caboclo 15 Bruno Caboclo 11 Marcelinho Huertas 7 | Reporte Pts Reb Asts                 | Estadísticas 15 Justin Brownlee 10 June Mar Fajardo 3 Dwight Ramos | Pabellón: Arena Riga Asistencia: 837 espectadores Árbitros: Omar Bermúdez Wojciech Liszka Kerem Baki |  |

| 6 de julio de 2024 | Camerún                                                              | 59–72                                | Letonia                                                          | Riga |  |
| 19:00              | Parciales: 19-23, 16-15, 15-15, 9-19                                 | Parciales: 19-23, 16-15, 15-15, 9-19 | Parciales: 19-23, 16-15, 15-15, 9-19                             | |  |
|                    | Estadísticas Williams Narace 14 T. Choh, J. Bayehe 7 Jeremiah Hill 3 | Reporte Pts Reb Asts                 | Estadísticas 20 Rihards Lomažs 10 Mareks Mejeris 5 Artūrs Žagars | Pabellón: Arena Riga Asistencia: 9329 espectadores Árbitros: Ademir Zurapović Luis Castillo Takaki Kato |  |

##### Final
| 7 de julio de 2024 | Letonia                                                         | 69–94                                 | Brasil                                                          | Riga |  |
| 19:00              | Parciales: 11-34, 22-15, 13-23, 23-22                           | Parciales: 11-34, 22-15, 13-23, 23-22 | Parciales: 11-34, 22-15, 13-23, 23-22                           | |  |
|                    | Estadísticas Rihards Lomažs 15 Mareks Mejeris 6 Artūrs Žagars 4 | Reporte Pts Reb Asts                  | Estadísticas 21 Bruno Caboclo 9 Leo Meindl 7 Marcelinho Huertas | Pabellón: Arena Riga Asistencia: 9430 espectadores Árbitros: Omar Bermúdez Wojciech Liszka Luis Castillo |  |

### Torneo de San Juan

#### Primera fase
Todos los horarios corresponden al huso horario local, UTC-4.

##### Grupo A
| Pos. | Equipo          | PJ | G | P | PF  | PC  | DP  | Pts | Clasificación |
| ---- | --------------- | -- | - | - | --- | --- | --- | --- | ------------- |
| 1    | Lituania        | 2  | 2 | 0 | 193 | 177 | +16 | 4   | Semifinales   |
| 2    | México          | 2  | 1 | 1 | 176 | 177 | −1  | 3   | Semifinales   |
| 3    | Costa de Marfil | 2  | 0 | 2 | 174 | 189 | −15 | 2   |               |

 Fuente: FIBA
| 2 de julio de 2024 | México                                                            | 84–96                                 | Lituania                                                               | San Juan |  |
| 20:30              | Parciales: 26-29, 18-20, 17-34, 23-13                             | Parciales: 26-29, 18-20, 17-34, 23-13 | Parciales: 26-29, 18-20, 17-34, 23-13                                  | |  |
|                    | Estadísticas Joshua Ibarra 18 G. Girón, J. Ibarra 6 Paul Stoll 12 | Reporte Pts Reb Asts                  | Estadísticas 21 Marius Grigonis 11 Domantas Sabonis 6 Rokas Jokubaitis | Pabellón: Coliseo de Puerto Rico José Miguel Agrelot Asistencia: 2485 espectadores Árbitros: Antonio Conde Andrés Bartel Kristian Páez |  |

| 3 de julio de 2024 | Lituania                                                              | 97–93                                 | Costa de Marfil                                                           | San Juan |  |
| 17:30              | Parciales: 24-18, 23-24, 18-30, 32-21                                 | Parciales: 24-18, 23-24, 18-30, 32-21 | Parciales: 24-18, 23-24, 18-30, 32-21                                     | |  |
|                    | Estadísticas Domantas Sabonis 22 Domantas Sabonis 9 Marius Grigonis 7 | Reporte Pts Reb Asts                  | Estadísticas 18 Deon Thompson 5 A. Moulare, L. Kouadio 7 Assemian Moulare | Pabellón: Coliseo de Puerto Rico José Miguel Agrelot Asistencia: 3227 espectadores Árbitros: Yohan Rosso Rabah Noujaim James Boyer |  |

| 4 de julio de 2024 | Costa de Marfil                                                               | 81–92                                 | México                                                    | San Juan |  |
| 17:30              | Parciales: 25-22, 21-22, 23-24, 12-24                                         | Parciales: 25-22, 21-22, 23-24, 12-24 | Parciales: 25-22, 21-22, 23-24, 12-24                     | |  |
|                    | Estadísticas N. Zouzoua, V. Fofana 16 V. Fofana, D. Thompson 8 Solo Diabate 5 | Reporte Pts Reb Asts                  | Estadísticas 23 Paul Stoll 12 Fabián Jaimes 11 Paul Stoll | Pabellón: Coliseo de Puerto Rico José Miguel Agrelot Asistencia: 3758 espectadores Árbitros: Antonio Conde Kristian Páez Péter Praksch |  |

##### Grupo B
| Pos. | Equipo          | PJ | G | P | PF  | PC  | DP   | Pts | Clasificación |
| ---- | --------------- | -- | - | - | --- | --- | ---- | --- | ------------- |
| 1    | Puerto Rico (H) | 2  | 2 | 0 | 179 | 125 | +54  | 4   | Semifinales   |
| 2    | Italia          | 2  | 1 | 1 | 183 | 133 | +50  | 3   | Semifinales   |
| 3    | Baréin          | 2  | 0 | 2 | 109 | 213 | −104 | 2   |               |

 Fuente: FIBA
| 2 de julio de 2024 | Italia                                                                   | 114–53                               | Baréin                                                             | San Juan |  |
| 17:30              | Parciales: 19-9, 28-16, 29-17, 38-11                                     | Parciales: 19-9, 28-16, 29-17, 38-11 | Parciales: 19-9, 28-16, 29-17, 38-11                               | |  |
|                    | Estadísticas D. Gallinari, N. Melli 14 Achille Polonara 8 Marco Spissu 7 | Reporte Pts Reb Asts                 | Estadísticas 12 Ahmed Haji 3 Tres jugadores 3 M. Hamoda, Z. Hamoda | Pabellón: Coliseo de Puerto Rico José Miguel Agrelot Asistencia: 1560 espectadores Árbitros: Yohan Rosso Carlos Peralta Rabah Noujaim |  |

| 3 de julio de 2024 | Baréin                                                       | 56–99                                | Puerto Rico                                                          | San Juan |  |
| 20:30              | Parciales: 4-19, 15-20, 23-31, 14-29                         | Parciales: 4-19, 15-20, 23-31, 14-29 | Parciales: 4-19, 15-20, 23-31, 14-29                                 | |  |
|                    | Estadísticas Zee Hamoda 15 Wayne Chism 7 A. Haji, A. Melad 3 | Reporte Pts Reb Asts                 | Estadísticas 20 Stephen Thompson Jr. 12 Arnaldo Toro 6 Jose Alvarado | Pabellón: Coliseo de Puerto Rico José Miguel Agrelot Asistencia: 10 043 espectadores Árbitros: Antonio Conde Andrés Bartel Péter Praksch |  |

| 4 de julio de 2024 | Puerto Rico                                                         | 80–69                                 | Italia                                                          | San Juan |  |
| 20:30              | Parciales: 15-14, 20-26, 22-17, 23-12                               | Parciales: 15-14, 20-26, 22-17, 23-12 | Parciales: 15-14, 20-26, 22-17, 23-12                           | |  |
|                    | Estadísticas Jose Alvarado 29 Christopher Ortiz 8 Tremont Waters 12 | Reporte Pts Reb Asts                  | Estadísticas 14 Danilo Gallinari 11 Nicolò Melli 5 Marco Spissu | Pabellón: Coliseo de Puerto Rico José Miguel Agrelot Asistencia: 12 519 espectadores Árbitros: Yohan Rosso Andrés Bartel Carlos Peralta |  |

#### Fase final
|  | Semifinales        | Semifinales        | Semifinales        |             |    | Final              | Final              | Final              |  |
|  | 6 de julio de 2024 | 6 de julio de 2024 | 6 de julio de 2024 |             |    | 7 de julio de 2024 | 7 de julio de 2024 | 7 de julio de 2024 |  |
|  |                    |                    |                    |             |    |                    |                    |                    |  |
|  |                    |                    |                    |             |    |                    |                    |                    |  |
|  | B2                 | Italia             | 64                 |             |    |                    |                    |                    |  |
|  | B2                 | Italia             | 64                 |             |    |                    |                    |                    |  |
|  | A1                 | Lituania           | 88                 |             |    |                    |                    |                    |  |
|  | A1                 | Lituania           | 88                 |             | A1 | Lituania           | 68                 |                    |  |
|  |                    |                    |                    |             | A1 | Lituania           | 68                 |                    |  |
|  |                    |                    | B1                 | Puerto Rico | 79 |                    |                    |                    |  |
|  | B1                 | Puerto Rico        | B1                 | Puerto Rico | 79 | 98                 |                    |                    |  |
|  | B1                 | Puerto Rico        |                    |             |    | 98                 |                    |                    |  |
|  | A2                 | México             | 78                 |             |    |                    |                    |                    |  |
|  | A2                 | México             | 78                 |             |    |                    |                    |                    |  |
|  |                    |                    |                    |             |    |                    |                    |                    |  |

##### Semifinales
| 6 de julio de 2024 | Italia                                                          | 64–88                                 | Lituania                                                                                 | San Juan |  |
| 16:00              | Parciales: 21-25, 17-22, 15-21, 11-20                           | Parciales: 21-25, 17-22, 15-21, 11-20 | Parciales: 21-25, 17-22, 15-21, 11-20                                                    | |  |
|                    | Estadísticas Danilo Gallinari 15 Nicolò Melli 4 Stefano Tonut 7 | Reporte Pts Reb Asts                  | Estadísticas 23 Marius Grigonis 8 D. Sabonis, A. Butkevičius 4 D. Sabonis, R. Jokubaitis | Pabellón: Coliseo de Puerto Rico José Miguel Agrelot Asistencia: 4766 espectadores Árbitros: Antonio Conde Péter Praksch James Boyer |  |

| 6 de julio de 2024 | Puerto Rico                                                    | 98–78                                 | México                                                      | San Juan |  |
| 19:00              | Parciales: 20-25, 27-14, 30-20, 21-19                          | Parciales: 20-25, 27-14, 30-20, 21-19 | Parciales: 20-25, 27-14, 30-20, 21-19                       | |  |
|                    | Estadísticas Tremont Waters 24 Arnaldo Toro 9 Tremont Waters 4 | Reporte Pts Reb Asts                  | Estadísticas 23 Fabián Jaimes 13 Fabián Jaimes 8 Paul Stoll | Pabellón: Coliseo de Puerto Rico José Miguel Agrelot Asistencia: 12 730 espectadores Árbitros: Yohan Rosso Andrés Bartel Carlos Peralta |  |

##### Final
| 7 de julio de 2024 | Lituania                                                              | 68–79                                 | Puerto Rico                                                               | San Juan |  |
| 18:00              | Parciales: 19-19, 16-20, 15-23, 18-17                                 | Parciales: 19-19, 16-20, 15-23, 18-17 | Parciales: 19-19, 16-20, 15-23, 18-17                                     | |  |
|                    | Estadísticas Rokas Jokubaitis 16 Domantas Sabonis 9 Marius Grigonis 6 | Reporte Pts Reb Asts                  | Estadísticas 23 Jose Alvarado 6 J. Alvarado, C. Ortiz 4 George Conditt IV | Pabellón: Coliseo de Puerto Rico José Miguel Agrelot Asistencia: 13 504 espectadores Árbitros: Antonio Conde Yohan Rosso Andrés Bartel |  |

## Clasificación final
| Torneo de Valencia | Torneo de Valencia | Torneo de Valencia | Torneo de Valencia | Torneo de Valencia |
| Pos.               | Equipo             | Pts                | G-P                | Dif.               |
| ------------------ | ------------------ | ------------------ | ------------------ | ------------------ |
| 1                  | España             | 8                  | 4-0                | +68                |
| 2                  | Bahamas            | 7                  | 3-1                | +29                |
| 3                  | Finlandia          | 4                  | 1-2                | –17                |
| 4                  | Líbano             | 4                  | 1-2                | –58                |
| 5                  | Polonia            | 2                  | 0-2                | −10                |
| 6                  | Angola             | 2                  | 0-2                | −12                |

| Torneo de El Pireo | Torneo de El Pireo | Torneo de El Pireo | Torneo de El Pireo | Torneo de El Pireo |
| Pos.               | Equipo             | Pts                | G-P                | Dif.               |
| ------------------ | ------------------ | ------------------ | ------------------ | ------------------ |
| 1                  | Grecia             | 8                  | 4-0                | +88                |
| 2                  | Croacia            | 6                  | 2-2                | +4                 |
| 3                  | R. Dominicana      | 4                  | 1-2                | –17                |
| 4                  | Eslovenia          | 4                  | 1-2                | –18                |
| 5                  | Nueva Zelanda      | 3                  | 1-1                | −22                |
| 6                  | Egipto             | 2                  | 0-2                | −35                |

| Torneo de Riga | Torneo de Riga | Torneo de Riga | Torneo de Riga | Torneo de Riga |
| Pos.           | Equipo         | Pts            | G-P            | Dif.           |
| -------------- | -------------- | -------------- | -------------- | -------------- |
| 1              | Brasil         | 7              | 3-1            | +42            |
| 2              | Letonia        | 6              | 2-2            | +7             |
| 3              | Filipinas      | 4              | 1-2            | –4             |
| 4              | Camerún        | 4              | 1-2            | –14            |
| 5              | Montenegro     | 3              | 1-1            | −5             |
| 6              | Georgia        | 3              | 1-1            | −26            |

| Torneo de San Juan | Torneo de San Juan | Torneo de San Juan | Torneo de San Juan | Torneo de San Juan |
| Pos.               | Equipo             | Pts                | G-P                | Dif.               |
| ------------------ | ------------------ | ------------------ | ------------------ | ------------------ |
| 1                  | Puerto Rico        | 8                  | 4-0                | +85                |
| 2                  | Lituania           | 7                  | 3-1                | +29                |
| 3                  | Italia             | 4                  | 1-2                | +26                |
| 4                  | México             | 4                  | 1-2                | –21                |
| 5                  | Cd Marfil          | 2                  | 0-2                | −15                |
| 6                  | Baréin             | 2                  | 0-2                | −104               |

|  | Clasificados a los Juegos Olímpicos de París 2024 |

### Clasificados a París 2024
| Brasil | España | Grecia | Puerto Rico |